# Simutrans
Simutrans（シムトランス）は、Simutrans CommunityによってArtistic License 2.0（オープンソースソフトウェア）で開発・公開されている、経営シミュレーションゲームである。本項ではその派生版であるSimutrans Extendedについても解説する。
マルチプラットフォーム対応のコンピューターゲームで、Microsoft Windows・macOS・iOS（非公式）・Linux・BeOSで動作する。2016年5月25日より、Steamクライアントによる提供も開始されている。

## 概要
元々は、1997年よりハンスイゥルク・マルトハナー("Hajo")によってクローズドソースで製作が始まり、ハンスイゥルクが退いた2004年12月以降は、マルクス・プリストフゼク("prissi")を中心とするコミュニティが開発を引き継ぎ、オープンソースプロジェクトとなった。マルクスらは様々な新機能の追加やバグフィックスを精力的に行っており、更新版が頻繁にリリースされる。安定版リリースの他、ナイトリービルドと呼ばれる開発中の機能を搭載したリリースも提供される。
また、現在では有志のプログラマーが公式Forumを通じてバグの修正や新機能追加といった様々な作業を手伝っている。全てのユーザーはバグの報告やアドオンの製作を通して、ゲームの開発に貢献することが可能である。開発開始からおよそ20年以上が経過した現在でも新機能の追加が行われている。

## ゲーム内容
プレイヤーは、ゲーム開始時にマップを作成し、街や工場などの需要に応じて各種の交通機関を建設して、収益を挙げていく。
ゲーム内で使用できる交通機関には、鉄道・路面電車(トラム)・軽便鉄道・モノレール・リニアモーターカー・自動車・船舶・航空機がある。旅客・貨物を輸送することができ、その収入によって利益を得られる。輸送にはコストがかかるため、その採算が取れるように建設・運営していかなければならない。3ヶ月以上連続して収益を挙げられない状態が続くと破産となる。破産となった場合は破産したプレイヤー会社が所有する道路や線路、車両は全て売却される。
ある程度の年月や季節が実装され、設定された時期になると新しい乗り物が登場する。
また、ネットワーク機能が搭載され、オンラインでの最大14人（公共事業を除く）までオンラインマルチプレイが可能である。

### パックセットの種類

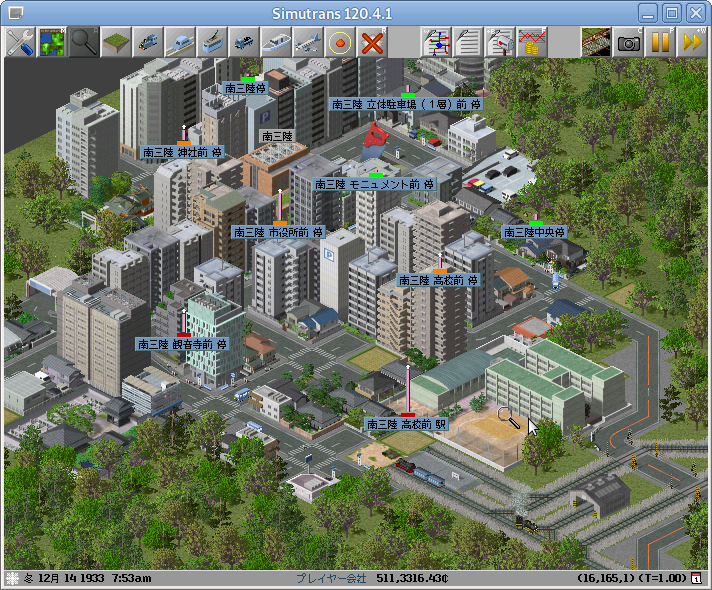
スクリーンショット pak.nippon v0.4.0

Simutransには様々なパックセットが存在する。
Simutransでは、ゲーム内で利用するオブジェクトをパック（pak）と呼ばれるファイルで管理している。乗り物、道路、建築などあらゆるものがパックになっていて、ゲームプレイに必要なパックを一通り収めたパッケージをパックセットと呼ぶ。プレイヤーはそれぞれ異なる世界観を持つパックセットをダウンロードして遊ぶことができ、さらにはアドオンと呼ばれる有志が開発したパックを個別にインストールして任意のオブジェクトを追加することができる。パックセットはグラフィックの解像度や色味だけでなく、コストなどのゲーム性の味付けも多様となっている。
pak64は、最も基本的なパックセットである。最も基本のパックセットであるため、難易度は比較的低い。pak128は、pak64よりも後に公開されたが、現在ではpak64と並ぶ代表的なパックセットの1つとなっている。pak64よりも難易度が高いが、グラフィックが細密であるためこちらのパックセットで遊ぶユーザも多い。
pak.nipponとpak128.japanはどちらも日本向けに作られたパックセットであり、日本においてはどちらもシェアが多く専用のアドオンも公開されている。

### シナリオ
マップ毎に予め決められた一定の条件をシナリオと呼ぶ。パックセットと同様に多種多様のものが公開されている。
なお、シナリオにはAPIが用意され、それはSquirrelで記述されている。

### マップ
プレイする舞台となる場所の地形データをマップと呼ぶ。
これもパックセットと同様に多種多様のものが公開されており、シナリオと同様に自由に入れ換えられる。
ユーザが自作することも可能で、公式のマップ公開サイトも存在している。

## Simutrans Extended
Simutrans-ExtendedはJamesPetts氏が中心となって開発している拡張版である。公式的に安定版はリリースされていないが、ナイトリービルドが頻繁に更新されており開発は非常に活発である。
Simutrans-Extendedのプレイにあたっては専用に作られたパックセットを用いる必要がある。公式的に配布されているのはJamespetts氏らによるpak128.Britain-ExとVes氏らによるpak128.Sweden-Exの2つであり、ナイトリービルド版がbridgewater-brunelサーバーにおいて配布されている。

## ギャラリー
例
- - Simutrans 101 マップ
- - 太陽光発電所
- - 建物